# A8 (Cyprus)
De autosnelweg A8 is een geplande autosnelweg in Cyprus. De A8 moet Limassol en de regio Saittas met elkaar verbinden (ongeveer 21 kilometer). In september 2020 begon de bouw van het eerste 3,7 kilometer lange deel van de A8.